# Стефан Гешов
Стефан Христов Гѐшов е български строителен инженер, дописен член на Българска академия на науките.

## Биография
Роден е на 28 януари 1864 г. в Пловдив. През 1888 г. завършва строително инженерство в Лозана, Швейцария. От 1900 до 1905 г. е инспектор, от 1906 до 1914 г. – главен секретар, а през 1905 – 1906 и 1923 – 1926 г. – началник на отделение в Министерство на обществените сгради, пътищата и съобщенията. През 1920 – 1922 г. е директор на Средното техническо училище в София. Умира на 18 януари 1927 г.

## Научна дейност
Работи в областта на пътното строителство. По-значими негови трудове са:
- „Каменни мостове със стави“ (1895)
- „Една глава от речния въпрос у нас“ (1903)
- „Армираният бетон у нас“ (1905)
- „Еволюция в постройката на пътищата“ (1914)